# Postiljonen
Postiljonen és un grup de dream pop d'Estocolm (Suècia), fundat l'any 2011 per Mia Bøe, Joel Nyström Holm i Daniel Sjörs. El grup va publicar un disc, Skyer, l'any 2013 i també un EP (l'any següent) titulat All That We Had Is Lost («Hem perdut tot el que teníem»). A més de les composicions originals, el grup incorpora fragments sonors de tota mena de pel·lícules, entre les quals destaquen The Princess Bride i Breakfast at Tiffany's. El seu estil sovint es relaciona amb el de grups com M83 o The Naked and Famous. Per la seva banda, el grup es defineix com un grup de somiadors nostàlgics.

## Discografia
- Skyer (2013)
- All That We Had Is Lost (2014)